# Lee Wan-koo

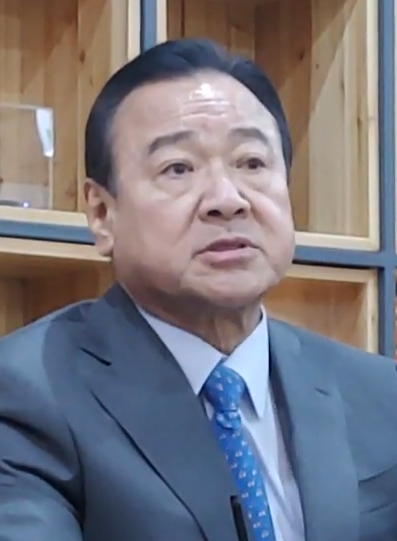
Lee Wan-koo (2019)

Lee Wan-koo (* 2. Juni 1950 im Landkreis Hongseon, Provinz Chungcheongnam-do; † 14. Oktober 2021) war ein südkoreanischer Politiker. Er war Geschäftsführer der regierenden konservativen Saenuri-Partei sowie vom 16. Februar bis 27. April 2015 der 43. Premierminister der Republik Korea.
Er schloss 1975 sein Bachelorstudium in Public administration an der Sungkyunkwan-Universität in Seoul ab, seinen Masterabschluss absolvierte er 1984 im Fach Strafrechtslehre an der Michigan State University. 1994 erhielt er an der Dankook-Universität seinen Ph.D. Seit 1974 arbeitete er in verschiedenen Ämtern des öffentlichen Dienstes. 1996 wurde er erstmals für vier Jahre in die Nationalversammlung (Gukhoe) gewählt, 2000 wurde er als Mitglied in der Wahl bestätigt. 2004 war er zwei Jahre lang Gastprofessor an der UCLA, ehe von 2006 bis 2009 das Amt des Gouverneurs der Provinz Chungcheongnam-do bekleidete. 2013 wurde er zum dritten Mal in die Nationalversammlung gewählt und ist seit 2014 Geschäftsführer der Saenuri-Partei.
Lee Wan-koo wurde am 16. Februar 2015 mit 148 zu 128 Stimmen zum Premierminister gewählt, nachdem ihn Staatspräsidentin Park Geun-hye am 23. Januar nominiert hatte. Er folgte dem 2014 zurückgetretenen Jung Hong-won ins Amt. Schon Ende April gab er aufgrund eines Bestechungsskandals seinen Rücktritt bekannt.